# Serie C 2000-2001 (pallamano maschile)
La Serie C 2000-2001 è stata la 19ª edizione del torneo di quarto, ed ultimo, livello del campionato italiano di pallamano maschile.

Esso venne organizzato dai comitati regionali della Federazione Italiana Giuoco Handball.

## Verdetti
| Girone                                | Squadre promosse in Serie B 2001-2002          | Città                                  |
| ------------------------------------- | ---------------------------------------------- | -------------------------------------- |
| Girone Piemonte e Valle d'Aosta       | Città Giardino Pallamano Vallée D'Aoste Biella | Torino Aosta Biella                    |
| Girone Lombardia e Liguria            | Cologne (Squadra B) Ferrarin                   | Cologne (BS) Settimo Milanese (MI)     |
| Girone Trentino-Alto Adige            | Taufers (Squadra B) Algund                     | Campo Tures (BZ) Lagundo (BZ)          |
| Girone Veneto e Friuli-Venezia Giulia | Torri GS Parrocchiale Mestrino                 | Torri di Quartesolo (VI) Mestrino (PD) |
| Girone Emilia-Romagna                 | Modena (Squadra B) Parma                       | Modena Parma                           |
| Girone Toscana                        | Fiorentina                                     | Borgo San Lorenzo (FI)                 |
| Girone Marche e Abruzzo               | Falconara CUS L'Aquila                         | Falconara Marittima (AN) L'Aquila      |
| Girone Lazio                          | Fondi (Squadra B)                              | Fondi (LT)                             |
| Girone Campania                       | Pallamano San Michele                          | San Michele di Serino (AV)             |
| Girone Puglia                         | Handball Club Modugno                          | Modugno (BA)                           |
| Girone Calabria                       | Polisportiva Ionica Roccella                   | Roccella Ionica (RC)                   |
| Girone A - Sicilia                    | Inycon                                         | Menfi (AG)                             |
| Girone B - Sicilia                    | Nova Audax                                     | Caltanissetta                          |
| Girone C - Sicilia                    | Albatro Siracusa                               | Siracusa                               |
| Play off promozione - Sicilia         | Mascalucia (Squadra B)                         | Mascalucia (CT)                        |